# Irizar i6
Irizar i6 (oraz jego zmodyfikowana wersja Irizar i6S) – średnio- lub wysokopokładowy autokar turystyczny zaprezentowany w 2010 roku i produkowany przez hiszpańskiego producenta Irizar. Jako jeden z nielicznych pojazdów na rynku jest oferowany w wersji integralnej, jak i w wersji zabudowywanej na podwoziach innych producentów.

## Geneza

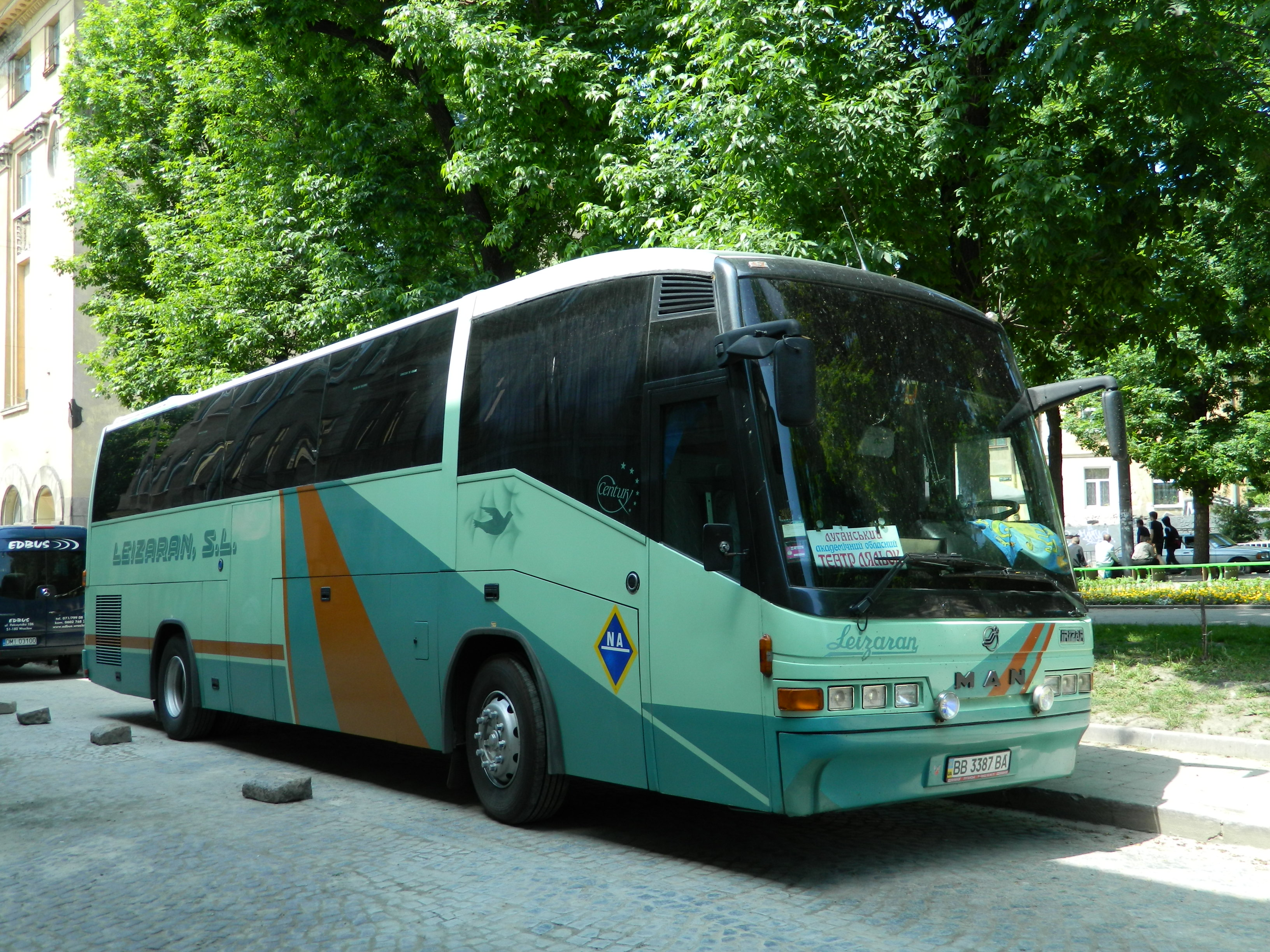
Irizar Century w pierwotnej wersji

W stulecie swojego istnienia w 1989 roku hiszpański producent autokarów Irizar zaprezentował model Century, który stał się jednym z najpopularniejszych modeli autokarów turystycznych na świecie. Przez niemal 20 lat produkcji sprzedano 20 tys. egzemplarzy na całym świecie. Polscy przewoźnicy nabyli łącznie 293 autokary Irizar Century, co sprawiło, że był to najpopularniejszy model autokaru w Polsce. Jego konstrukcja została zmieniona kilkukrotnie w okresie produkcji. 
W 2001 roku Irizar zaprezentował swój najbardziej luksusowy model autokaru Irizar PB. Stał się on popularny ze względu na nowoczesną stylistykę, niezawodność i komfort podróży. Oba modele przyczyniły się do wzrostu popularności marki Irizar na rynku autokarów w Europie i na świecie.
 

## Irizar i6
Pomimo przeprowadzonych modernizacji konstrukcji modelu Century, Irizar zdecydował się na zastąpienie go nowym modelem, który nazwano Irizar i6 (zgodnie z nową polityką nazewnictwa modeli autobusów tego producenta). Premiera modelu miała miejsce w listopadzie 2010 roku w Madrycie. We wzornictwie znalazło się wiele elementów charakterystycznych dla marki Irizar – m.in. masywny słupek B, duża przednia szyba, trapezowe przednie światła, czy też znany z modelu PB klimatyzator umieszczony z przodu pojazdu poprawiający rozkład ciężaru na osie oraz aerodynamikę pojazdu. Pojawiły się jednak zupełnie nowe elementy, takie jak chromowana listwa wzdłuż okien w przedniej części pojazdu, czy też nowy kształt tylnych świateł i ściany autokaru. Odpowiednie zaokrąglenie dachu i ściany przedniej pozwoliło na zmniejszenie podatności na boczne podmuchy wiatru.
Konstrukcja pojazdu została w stosunku do poprzednika usztywniona, a autokar spełnia normę bezpieczeństwa ECE-R66.01. Podwozie obniżono także o 50 mm, a obniżony środek ciężkości wpłynął na poprawę stabilności autokaru. Autokary Irizar i6 są oferowane zarówno w wersji integralnej, jak i jako zabudowy na podwoziach innych producentów. W przypadku modeli integralnych za jednostkę napędową służy silnik DAF (dawniej spełniający normę emisji spalin Euro 5 EEV, a później także Euro 6). Układ napędowy jest zblokowany ze skrzynią biegów ZF Ecolife lub ZF AStronic. 
Model i6 jest dostępny w różnych konfiguracjach długości (od 10,8 m do 14,98 m) oraz wysokości nadwozia (średniopokładowy 3,7 m i wysokopokładowy 3,9 m). W zależności od tego na pokładzie znajduje się od 43 do 67 miejsc dla pasażerów, przy czym w standardowej konfiguracji 12,2 m liczba ta wynosi 49. We wnętrzu zastosowano standardowe fotele Irizar, oświetlenie wnętrza wykonano w technologii LED. Wnętrze jest klimatyzowane oraz ogrzewane za pomocą czterech grzejników konwektorowych i nawiewów ciepłego powietrza. Na pokładzie znajduje się także zestaw audio-video, w tym dwa ekrany LCD 20" i 15".

## Irizar i6S
W 2016 roku Irizar zaprezentował model Irizar i6S, który stanowi niejako rozwinięcie modelu i6 i jego bardziej komfortową wersję. Zastąpił on produkowany od 2001 roku model PB. Model i6S łączy w sobie stylistycznie design modelu i6 z nowoczesną linią stylistyczną modelu Irizar i8. Zastosowano ostrzejsze kanty, zmieniono kształt świateł. Irizar i6S jest dostępny, podobnie jak i6, w pięciu wersjach długości (10,8 m; 12,2 m; 12,9 m; 14 m; 15 m) oraz dwóch wysokości nadwozia (3,7 m i 3,9 m). Autokary są także dostępne zarówno w wersji integralnej, jak i zabudowywane na podwoziach innych producentów, m.in. Scania, Mercedes-Benz, MAN, czy też Iveco. Jednostka napędowa autokarów i6S jest taka sama, jak w przypadku modelu i6. 
 